# 게토

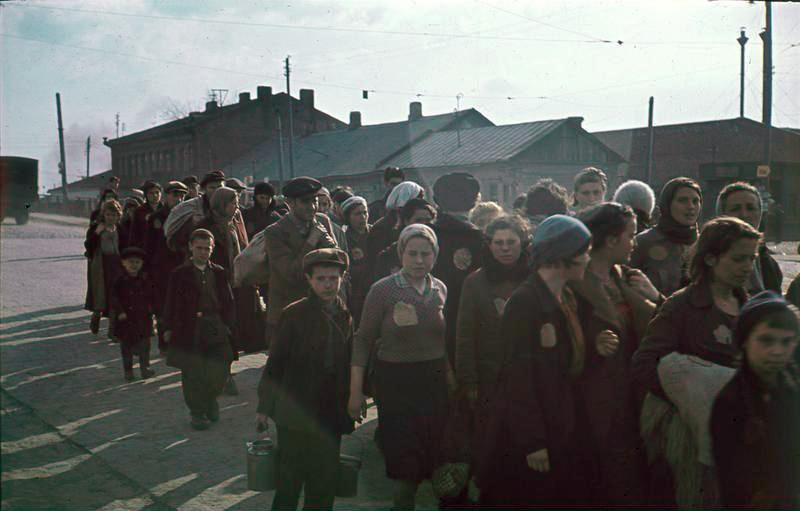

게토(ghetto)는 소수 인종이나 소수 민족, 또는 소수 종교집단이 거주하는 도시 안의 한 구역을 가리키는 말이다. 주로 빈민가를 형성하며 사회, 경제적인 압박을 받는다.
역사적으로 볼 때, 중세기에 유럽에서 설치한 유대인 강제거주지역, 나치 독일이 만든 유대인 강제수용소, 미국에서 흑인 등이 사는 빈민가가 게토에 속한다. 또한 가자 지구도 게토라고 평가된다.
유대인 집단학살이 묵인되고 유대회당들이 파괴되던 유스티니아누스 황제의 콘스탄티노플에는 서부 유럽의 도시들보다 한참 전에 게토가 있었다.
6세기 경 콘스탄티노플에는 서부 유럽의 도시들보다 한참 전에 게토가 있었다.
<게토의 정의2> - 훌로코스트 백과사전 참조
의외로 게토는 유독 유태인들의 아픈 과거와 연관이 깊다고 할 수 있겠다.
1516년, 베니스 시당국은 시내에 유태인이 거주하도록 마을을 건설하였는데,
“게토”라는 이름은 이 유태인 마을에서 비롯된 이름이다.
16세기와 17세기 지방정부로부터 오스트리아 제국의 황제 찰스 5세(Charles V)에 이르기까지 많은 정부가 프랑크푸르트, 로마, 프라하에 이르는 많은 도시들에 이러한 유태인 마을의 설립을 명하였다.
제2차 세계 대전 동안의 게토란 도시 내 (제한된) 구역으로서
독일인들은 유태인들을 이 곳의 비참한 환경에서 살게 하였다.
게토는 유태인을 전체 사회의 비 유태인 주민뿐만 아니라 다른 유태인 지역 사회로부터도 분리하였다.
독일은 폴란드 내의 독일 부속 지역과 소련 내에만 적어도 1,000여 곳의 게토를 설립하였다.
독일 점령총독부는 1939년 10월에 피요트루크 트리부날스키에 폴란드내 첫게토를 설립하였다.
독일은 게토의 설립을 통하여 유태인들을 일시적으로 분리, 통치하고
궁극적으로는 베를린의 나치 정권이 유태인을 말살하고자 하는 계획을 실현하고자 했다.
그러므로 많은 게토들은 단지 일시적으로만 존재했을 뿐이었다.
어떤 게토는 실제로 단지 며칠 동안만 존재하였고 다른 게토들도 수개월에서 수년 동안만 존재하였다.
1941년 말, “최종 해결(유럽 내의 모든 유태인을 살해하고자 하는 계획)”이 실행에 옮겨지자
독일은 게토를 체계적으로 폐쇄하기 시작했다.
독일과 그 부속국들은 게토의 주민들을 인근 공동묘지로 끌고 가서 총살하거나
주로 기차를 이용하여 대량 학살 수용소로 이송하여 살해하였다.
독일 SS와 경찰 당국은 소수의 게토 유태인들을 강제 노동 수용소나 집단 수용소로 끌고 갔다.
게토에는 출입 제한 게토, 출입 허가 게토 그리고 파괴적 게토의 세 가지 종류가 있었다.
폴란드에서 가장 대규모의 게토는 바르샤바 게토였는데 여기에는 약 40만명 이상의 유태인들이 약 1.3 평방 마일의 넓이에 모여 살고 있었다.
다른 주요 게토들은 로츠, 크라쿠프, 비알리스토크, 르보브, 루블린, 빌나, 코프노, 체스토코바 및 민스크 등의 도시에 설립되어 있었다. 수만 명의 서유럽 유태인들 역시 동부의 게토로 강제 이송되었다.
독일은 게토 내의 유태인들에게 신분을 나타내는 배지와 완장을 차도록 규정하였고 많은 유태인들은 독일 제국을 위한 강제 노동에 동원되었다. 게토에서의 일상 생활은 나치가 선임한 유태인 의회(Judenraete)에 의하여 통제되었다. 게토의 경찰력은 유태인들을 집단 학살 수용소로 이동시키는 것을 비롯한 독일 당국과 유태인 의회의 명령을 수행하였다. 유태인 의회 위원과 같은 유태인 경찰은 수시로 변하는 독일 당국의 명령을 충실히 수행하였다. 왜냐하면 독일은 이러한 독일의 명령을 충실히 이행하지 않는 유태인 경찰 죽이기를 서슴치 않았기 때문이었다.
그러나 유태인들은 여러 다양한 방법을 통하여 게토의 제한 규칙에 저항하였다. 게토의 주민들은 소위 말하는 불법 활동에 자주 연루되었다. 이때 불법 활동이란 음식물이나 약품, 무기나 정보 등을 유태인 의회의 승인 없이 또는 의회 몰래 밀반입하는 것들을 의미하였다. 게토의 주민이 생존하려면 이와 같은 생필품의 밀반입이 필수적이었기 때문에 일부 유태인 의회와 의회 의원들은 이를 눈감아 주거나 은밀히 격려하기도 하였다. 일반적으로 독일은 유태인들의 종교적 행사에 대하여 큰 우려를 나타내지 않았음에도 불구하고 게토 내에서 이루어 지는 문화 행사나 청년단 활동 조차도 종종 “보안을 위협”한다는 비판을 받았다. 그 어떤 사회적 회합이나 그러한 시도 자체도 감금으로 연결되거나 회합 지도자와 참여자들의 살해로 이어졌다. 독일은 일반적으로 어떤 형태의 학교나 지속적 교육도 허가하지 않았다.
일부 게토에서는 유태인 레지스탕스 단원들이 무장 봉기를 계획하기도 하였다. 이중 가장 대규모의 봉기는 1943년 봄에 이루어진 바르샤바 게토의 봉기였다. 이는 빌나, 비알리스토크 그리고 체트토코바와 다른 소규모 게토들의 유혈 봉기로 연결되었다. 1944년 8월, 독일 SS와 경찰은 로츠에 있었던 마지막 대규모 게토를 완전히 파괴하였다.
헝가리에서는 1944년, 독일이 헝가리를 침공하고 점령하기 전까지는 게토 수용이 이루어지지 않았다. 그러나 3개월 이내에 헝가리 헌병대는 독일의 제국 치안 본부(Reichssicherheitshauptamt-RSHA)에서 파견된 추방 전문가들과 연합하여 약 44만명에 가까운 유태인들을 부다페스트를 제외한 헝가리 전역에서 단기간의 “파괴적 게토”로 이동시킨 후, 헝거리 국경의 독일 검문소로 수송하였다. 독일군은 이러한 대부분의 헝가리 유태인들을 아우슈비츠-비르케나우 집단 학살 수용소로 보냈다. 부다페스트에서 헝가리 당국은 유태인들로 하여금 자신의 신분을 나타내는 집(소위 말하는 다윗 왕의 별이 붙은 집)에 살도록 하였다. 1944년 10월 15일, 독일이 지원하는 파시스트 지도자 애로우 크로스(Arrow Cross) 운동이 집권한 수주 후, 애로우 크로스 정부는 부다페스트에 정식 게토를 설립하여 6만3천여명의 유태인들을 0.1 평방 마일의 지역에 모여 살도록 명령하였다. 당시 중립국 권력의 보호 아래 있다는 증명서를 지닌 약 2만5천명의 유태인들은 도시의 다른 지역에 있는 “국제 게토”에 모여 살게 되었다. 1945년 1월, 소련이 부다페스트로 진입하면서 이 두 게토를 해방하여 거기에 살고 있던 9만명에 가까운 유태인도 동시에 해방되었다.
홀로코스트 기간 중에 게토는 나치가 유태인을 통치하고 그 존엄성을 짓밟고 대량 학살을 자행하는 과정의 중심에 위치하고 있었다.

## 같이 보기
- 발칸화
- 반투스탄
- 게이티드 커뮤니티
- 인디언 보호구역
- 판자촌
- 슬럼
- 도시화